# Eyach
El Eyach es un corto río de Alemania, un afluente por la margen derecha del Neckar que discurre por el norte de estado de Baden-Wurtemberg.  Nace al norte de Pfeffingen (una pedanía de Albstadt) a una altitud de 833 metros sobre el nivel del mar, a sólo unos 100 metros de la divisoria de aguas europea que separa las cuencas atlántica y mediterránea. A poca distancia nace el río Schmiecha, afluente del Danubio.

## Lugares por los que pasa el río
A lo largo de sus 49,9 kilómetros en dirección noroeste el Eyach cruza el distrito del Zollernalb atravesando los siguientes pueblos:
- Albstadt
  - Pfeffingen
  - Margrethausen
  - Lautlingen
  - Laufen (también conocido como Laufen an der Eyach)
- Balingen
  - Dürrwangen
  - Frommern
  - Balingen
- Haigerloch
  - Owingen
  - Stetten bei Haigerloch
  - Haigerloch
  - Bad Imnau
- Horb am Neckar
  - Mühringen
- Starzach
  - Felldorf

A dos kilómetros al oeste de Börstingen (pedanía de Starzach), el Eyach desemboca en el Neckar.

## Afluentes
- Stunzach

## Paisaje

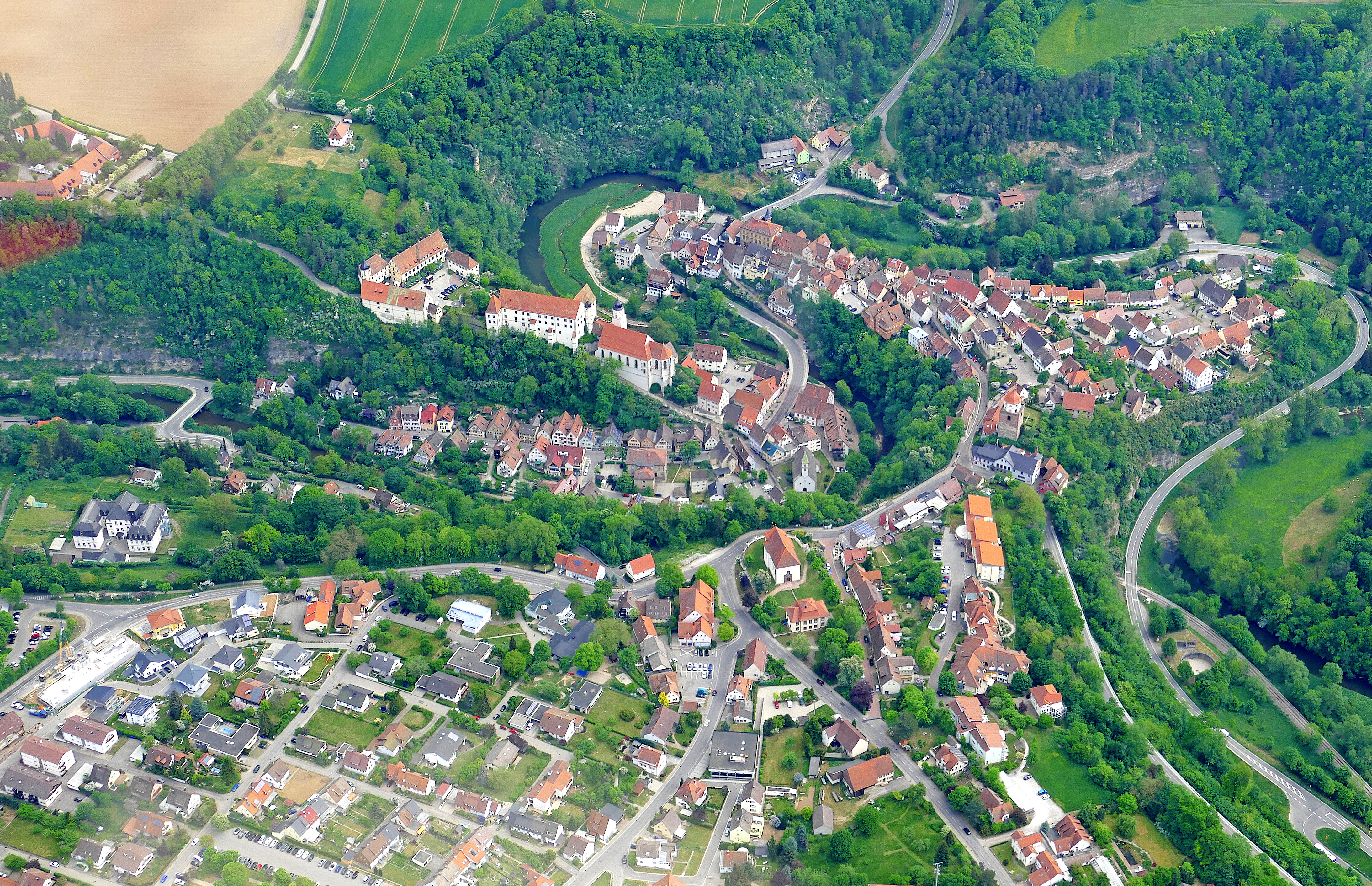
Valle calcáreo del Río Eyach.

A pesar de su corto recorrido, el Eyach recorre dos paisajes muy diferenciados. En su curso alto, en los valles altos de la Jura de Suabia, el río cae en sucesiva cascadas, alguna de las cuales es de tipo artificial, como la de Balingen, hasta el ancho valle que traza el Neckar. A partir de Haigerloch, el Eyach se remansa y discurre plácidamente hasta su confluencia con el Neckar.
- Datos: Q880787
- Multimedia: Eyach (Neckar) / Q880787